# Cá đuối ó
Cá đuối ó là một phân bộ cá đuối trong bộ Cá đuối ó (Myliobatiformes) có liên hệ nhiều với cá mập. Chúng thuộc về phân bộ Myliobatoidei của bộ Myliobatiformes gồm 8 họ là Hexatrygonidae, Plesiobatidae, Urolophidae, Urotrygonidae, Dasyatidae, Potamotrygonidae, Gymnuridae và Myliobatidae. Những họ này gộp lại đều gọi chung là cá đuối. Nhiều loài trong số chúng là cá đuối gai độc, có thể tấn công gây tử vong cho con người.
Cá đuối này được đặt tên dựa theo cái gai nhọn, răng cưa nằm ở bên trên và xuôi về phía sau đuôi. Thường được bao bởi một lớp da và không dễ phát hiện, vũ khí phòng vệ hiệu quả này được làm bằng protein tổng hợp và đi kèm với nọc cực độc mà nó thường được tiết ra mỗi khi lớp da bị rách. Nếu bị gai đâm phải thì nó sẽ tạo ra vết rộp lớn và cảm giác rát bỏng.
Mặc dù cực kỳ đau đớn, vết “chích” hiếm khi nguy hiểm đến tính mạng ngoại trừ một vài ngoại lệ kỳ lạ mà nó xảy ra ở ngực gần với tim, sự cố được ghi nhận khi một ngư dân kéo con cá đuối vừa bắt được lên thuyền. May thay đối với người nuôi, cá đuối hiếm khi tỏ ra hung dữ kể cả với con to nhất, mặc dù chúng có khả năng tấn công mục tiêu rất chính xác bằng cách quất hay đâm bằng cái đuôi mạnh mẽ.
Ở Amazon, đa số tai nạn với cá đuối đều do đạp phải khi chúng ẩn mình dưới lớp cát để nghỉ ngơi hoặc săn mồi vào ban ngày và vì thế các vết chích đều xảy ra ở bàn chân hay từ đầu gối trở xuống. Bản thân cá đuối cũng thích tẩu thoát hơn là bị đạp phải do đó người dân địa phương biết cách lê chân hay dùng gậy dò nền cát phía trước mặt khi bước trong nước, nhờ vậy cá đuối có thể cảm nhận được sự chuyển động và rời khỏi đường đi trước khi gặp sự cố. Với người nuôi cá thì ngược lại, hầu hết tai nạn đều xảy ra ở tay và cánh tay khi họ làm vệ sinh hồ hay bắt cá. Đôi khi đó chỉ là tai nạn ngẫu nhiên nhưng cũng có khi là do bất cẩn khi tiếp xúc với cá. Thậm chí gai trên mình cá đuối đã chết vẫn còn chất độc và rất sắc.